# Černy & Gang
Černy & Gang je sastav koji je oformljen 2002. u Zagrebu. Kao glazbene uzore ističu: The Velvet Underground, The Doors, Joy Division, The Smiths, Davida Bowieja itd. Na svojim nastupima promoviraju autorske pjesme s aktualnog albuma, ali izvode i pjesme svojih uzora.

## Članovi grupe:
- Alan Černy - vokal i ritam gitara
- Damir Gossain - električna gitara
- Tomislav Pokupec - električna bas-gitara
- Marijan Krmpotić - bubanj
- Stanislav Ferlin - trombon

## Diskografija

### Albumi
- "Negdje pokraj nas", izdavač "Dallas Records" (2006.)

### Singlovi
- "Ružmarin" (2007.)
- "Ljudi su čudni" (2006.)
- "Samo tvoj-remix" (2005.)
- "Samo tvoj" (2004.)